# Mohammed ben Chérif
Moulay Mohammed, dit ultérieurement Mohammed Ier (? – 2 août 1664), est un chérif alaouite, chef, du Tafilalet de 1636/1640  à 1664. Il est le fils du chef Moulay Chérif et le frère des sultans Moulay Rachid et Moulay Ismail.

## Biographie

### Contexte, origines et accession au pouvoir
Moulay Mohammed succède à son père Moulay Chérif en 1636/1640.

### Conquêtes et campagnes militaires
Moulay Mohammed pille et soumet de force Tabouâsamt en 1637-1638 déclenchant la colère d'Ali Bou Hassoun Essemlâli qui capture son père, Moulay Chérif. Celui-ci est relâché après le paiement d'une importante somme bien que la zaouïa d'Illigh est chassée du Drâa.
En 1646, les Dilaïtes rompent l'accord et saccage Sijilmassa et sa région. À l'appel de Fès, il lance une incursion dans cette ville. Les Dilaïtes le repousse et l'oblige à rentrer au Tafilalet.
À partir de là, Moulay Mohammed concentre son regard à l'est. Il s'empare d'Oujda en 1647, puis razzie la région de Tlemcen pillant et dévastant tout sur son passage. Un traité est ensuite signé la même année avec le pacha d'Alger.

### Révolte de Moulay Rachid, puis mort
À la mort de son père en 1659, les rivalités avec son frère Moulay Rachid commencent. Il est finalement tué le 2 août 1664 lors d'une bataille dans la plaine d'Angad au Béni-Snassen (nord-est du Maroc) par les troupes de son frère.

## Hommage
- Université Mohammed Ier d'Oujda.